# Karsino
Karsino (deutsch Karzin) ist ein Dorf in der Woiwodschaft Westpommern in Polen. Es gehört zur Gmina Postomino (Gemeinde Pustamin) im Powiat Sławieński (Schlawer Kreis).

## Geographische Lage
Das Dorf liegt in Hinterpommern in der nordöstlichen Woiwodschaft Westpommern, elf Kilometer östlich von Darłowo (Rügenwalde) entfernt an der Woiwodschaftsstraße 203 (Koszalin (Köslin) – Darłowo – Postomino – Ustka (Stolpmünde)). Die nächste Bahnstation ist Darłowo an der PKP-Linie 418: Korzybie (Zollbrück) – Sławno – Darłowo. Das Dorf ist am Südhang eines Moränenzuges gelegen, im Norden mit einem bewaldeten Höhenzug, im übrigen Bereich aus Flachland bestehend.
Nachbargemeinden von Karsino sind: im Westen Sulimice (Zillmitz), im Norden Dzierżęcin (Dörsenthin) und Wszedzień (Scheddin), im Osten Kanin (Kannin) und im Süden Kowalewiczki (Neu Kugelwitz).

## Ortsname
Der Ortsname – früher auch Carzin und Kartzin geschrieben – ist slawischer Herkunft und wird von "karcz" = Stubben, Baumstumpf abgeleitet sein. Möglich ist auch, ihn in Verbindung mit dem Vornamen Karcz – etwa des Gründers – zu bringen.

## Geschichte
Das ursprüngliche Runddorf Karsino ist wahrscheinlich wendischen Ursprungs. 1275 schenkte Fürst Wizlaw II. von Rügen dem Zisterzienser-Kloster Neuenkamp in Vorpommern u. a. die Dörfer Karzin und Barzwitz (polnisch: Barzowice). Danach ist Karzin in den Besitz der Familien von Puttkamer und von Sanitz gelangt. 1407 schenkte der Rügenwalder Bürgermeister Henning Sluter den Karthäusern zwei Hufen in Karzin.
Nach Auflösung des Klosters Marienkron wurde Karzin dem Amt Rügenwalde zugeschlagen. 1784 gab es in dem Dorf elf Bauern einschließlich des Freischulzen, einen Landkossäten und – die Wassermühle, der Schulkaten und der Hirtenkaten miteinbezogen – fünf Büdner und insgesamt 17 Feuerstellen (Haushalte).
Bis 1945 war Karzin eine Gemeinde, die mit Barzwitz (Barzowice), Palzwitz (Palczewice) und Zillmitz (Sulimice) zum Amtsbezirk Palzwitz gehörte. Auch standesamtlich war Karzin nach Palzwitz hin orientiert. Amtsgerichtsbereich war Rügenwalde. Das Dorf rechnete zum Landkreis Schlawe i. Pom. im Regierungsbezirk Köslin der preußischen Provinz Pommern.
Am 7. März 1945 marschierte die Rote Armee in das Dorf ein, das anschließend – wie ganz Hinterpommern – unter polnische Verwaltung gestellt wurde. Das deutsche Dorf Karzin erhielt den neuen, polnischen Namen Karsino. Im Herbst 1945 wanderten Polen zu und besetzten die Gehöfte und Häuser. Am 14. Dezember 1946 setzte die Vertreibung der einheimischen deutschen Bevölkerung auf der Grundlage der so genannten Bierut-Dekrete ein.
Heute ist Karsino ein Teil der Gmina Postomino im Powiat Sławieński der Woiwodschaft Westpommern.

### Entwicklung der Einwohnerzahl
- 1818: 160
- 1885: 201
- 1939: 188
- 2008: 103

## Kirche
Die Einwohner von Karzin waren vor 1945 alle evangelisch. Im Ort gab es keine eigene Kirche. Karzin war mit den Orten Barzwitz (Barzowice), Dörsenthin (Dzierżęcin), Drosedow (Drozdowo), Vitte (Wicie) und Zillmitz (Sulimice) in das Kirchspiel Barzwitz eingegliedert, das zum Kirchenkreis Rügenwalde der Kirchenprovinz Pommern in der Kirche der Altpreußischen Union gehörte.
Seit 1945 ist die Bevölkerung von Karsino überwiegend römisch-katholisch. Das Dorf gehört auch heute zur – nun katholischen – Pfarrei Barzowice im Dekanat Darłowo im Bistum Köslin-Kolberg der Katholischen Kirche in Polen. Evangelische Kirchenglieder sind in das Kirchspiel Koszalin (Köslin) in der Diözese Pommern-Großpolen der Evangelisch-Augsburgischen Kirche in Polen eingegliedert.

## Schule
Karzin besaß vor 1945 eine einklassige Volksschule, in der ca. 30 Kinder unterrichtet wurden. 1927 war ein neues Schulgebäude errichtet worden.